# Marzena Chełminiak
Marzena Chełminiak (ur. 7 lutego 1968) – polska dziennikarka radiowa

## Życie zawodowe
Jest absolwentką Akademii Teologii Katolickiej w Warszawie.
Zaczynała swoją aktywność w Częstochowie w latach 1983–1986. Wtedy założyła pierwszy fan-club Lady Pank „Kilimandżaro”. W 1985 roku organizowała koncerty grup rockowych pod nazwą Przegląd Zespołów Garażowych, które odbywały się w Klubie Politechnik w Częstochowie. Jedna z edycji odbyła się w warszawskim Remoncie.
W Warszawie była radiowcem studenckim w Radiu Akademik, które mieściło się w akademiku politechniki przy pl. Narutowicza. Następnie po spotkaniu z Andrzejem Woyciechowskim rozpoczęła pracę w nowym radiu, jeszcze wtedy Radiu Gazeta.
Od początku istnienia Radia Zet (28 września 1990) do listopada 2018 pracowała na stanowisku prezenterki i DJ-ki. Prowadziła audycje codzienne oraz cykliczne, w tym wywiady z ludźmi kultury i gwiazdami show-biznesu. W 2000 roku, przez kilka miesięcy, pracowała w RMF FM. Od 6 września 2010 do końca sierpnia 2015 razem z Markiem Starybratem i Marcinem Sońtą prowadziła poranny program „Dzień dobry bardzo”. Od września 2015 do listopada 2018 prowadziła program „Życie jak marzenie” w Radiu Zet. Prowadziła również rozmowy z gwiazdami show biznesu w ramach cyklu „Powiedz tylko Marzenie”. Pod koniec listopada 2018 odeszła z Radia ZET za porozumieniem stron.
W 2011 roku wraz z Markiem Starybratem i Marcinem Sońtą została nominowana w studenckim plebiscycie MediaTory w kategorii AkumulaTOR.
Użyczyła swego głosu w filmie Nigdy w życiu! (2004), serialu „Camera Café” (odcinek „Przeboje i wyboje”), komedii „Francuski numer” (2006) i reality show „Mamy mamy” (2008).
Brała udział w dwóch kampaniach reklamowych Radia Zet: „Radio Zet – tak, słucham!” (2012) i „Bijemy się o słuchaczy” (2014).
Od 2014 roku jest felietonistką magazynu SENS. W 2015 roku została ambasadorką akcji „Solidarność kobiet ma sens”.
Autorka dziennika dokumentującego wychodzenie z choroby nowotworowej.
Od czerwca 2019 roku prowadzi w TVN24 weekendowy cykl wywiadów „Opowiedz Marzenie”.

## Audycje radiowe
- Dzień jak nie co dzień
- Do trzech razy sztuka
- Hip-hop Zet z Wojciechem Jagielskim
- Nie zgubię poniedziałku
- Nie do zobaczenia magazyn razem z Justyną Pochanke
- Kuferek
- Piątki na piątki w Radiu Zet
- Lista Starych Przebojów z Marią Czarnecką
- Słodka szesnastka Radia Zet z Wojciechem Jagielskim
- Weekend z Gwiazdą
- Powiedz tylko Marzenie
- Nie do zobaczenia magazyn razem z Danielem Adamskim
- Dzień dobry bardzo
- Zet Cafe
- Życie jak marzenie

## Publikacje
- Księga na dobry dzień – Wydawnictwo „Wiedza i Życie”, 2005
- album fotograficzny „Pier(w)si w Polsce”[14] – autorka tekstów i wywiadów